# Lake Providence
Lake Providence és una població dels Estats Units a l'estat de Louisiana. Segons el cens del 2000 tenia 5.104 habitants.

## Demografia
Segons el cens del 2000, Lake Providence tenia 5.104 habitants, 1.707 habitatges, i 1.191 famílies. La densitat de població era de 547,4 habitants/km².
Dels 1.707 habitatges en un 39,3% hi vivien nens de menys de 18 anys, en un 31,2% hi vivien parelles casades, en un 34,1% dones solteres, i en un 30,2% no eren unitats familiars. En el 27,8% dels habitatges hi vivien persones soles el 12,5% de les quals corresponia a persones de 65 anys o més que vivien soles. El nombre mitjà de persones vivint en cada habitatge era de 2,84 i el nombre mitjà de persones que vivien en cada família era de 3,49.
Per edats la població es repartia de la següent manera: un 35,3% tenia menys de 18 anys, un 11,2% entre 18 i 24, un 25,7% entre 25 i 44, un 16,7% de 45 a 60 i un 11,2% 65 anys o més.
L'edat mediana era de 28 anys. Per cada 100 dones de 18 o més anys hi havia 83,8 homes.
La renda mediana per habitatge era de 16.896 $ i la renda mediana per família de 20.139 $. Els homes tenien una renda mediana de 19.900 $ mentre que les dones 17.135 $. La renda per capita de la població era de 8.447 $. Entorn del 42,2% de les famílies i el 49,3% de la població estaven per davall del llindar de pobresa.

## Poblacions més properes
El següent diagrama mostra les poblacions més properes.